# Université de la Frontière
L'université de la Frontière (en espagnol : Universidad de La Frontera ou UFRO) est une université publique située à Temuco au Chili. 

## Historique
L'université est fondée le 10 mars 1981.

## Personnalités liées à l'université
- Elisa Loncón (1963-), universitaire mapuche, linguiste, militante pour les peuples indigènes, et femme politique.
- Natividad Llanquileo (1964-), avocate mapuche.